# Hyperaspis gemma
Hyperaspis gemma är en skalbaggsart som beskrevs av Thomas Casey 1899. Hyperaspis gemma ingår i släktet Hyperaspis och familjen nyckelpigor. Inga underarter finns listade i Catalogue of Life.